# Hermanis Buduls
Hermanis Buduls (ur. 16 listopada 1882 w Jaunpiebalgas (Jaunmigļos), zm. 10 listopada 1954 w Wiesloch) – łotewski lekarz psychiatra, profesor Uniwersytetu Łotwy, autor pierwszego podręcznika psychiatrii w języku łotewskim.

## Życiorys
Syn Miķeļsa Budulsa i jego żony Liene, z domu Palders. Po ukończeniu Gimnazjum Miejskiego w Rydze rozpoczął w 1905 roku studia medyczne na Uniwersytecie w Dorpacie, studia ukończył w 1911 roku. Od 1912 pracował w klinice Władimira Cziża. W 1914 roku przedstawił rozprawę na stopień doktora medycyny, dotyczącą porównawczej psychologii rasowej. W 1914 roku odbył staż w klinice Charité kierowanej wówczas przez Karla Bonhoeffera. Po wybuchu I wojny światowej pracował w szpitalach wojskowych w Petersburgu, Mińsku i Smoleńsku. Od 1919 dyrektor szpitala psychiatrycznego Sarkankalna  w Rydze. Od 1920 wykładał jako docent, a od 1924 jako profesor psychiatrii na Uniwersytecie Łotwy. Jego asystentami byli Miķelis Kazaks, Ansis Karps, Nikolajs Jerums, Verners Kraulis, Hermanis Saltups i Jānis Vilde.
Buduls był zwolennikiem eugeniki i wspólnie z Kraulisem proponował w latach 30. rozwiązania eugeniczne. Podczas niemieckiej okupacji Rygi starał się uchronić pacjentów szpitala psychiatrycznego przed eksterminacją. W lutym 1942 roku został zwolniony ze stanowiska, a chorzy psychicznie pacjenci zostali wymordowani.
W 1944 roku Buduls w obliczu okupacji radzieckiej Buduls wraz z rodziną uciekł do Niemiec. Od lipca 1949 roku z ramienia Międzynarodowej Organizacji Uchodźców pracował w zakładzie opiekuńczym i leczniczym Wiesloch koło Heidelbergu. Zmarł w 1954 roku i został pochowany na szpitalnym cmentarzu.
Był autorem biografii Jānisa Poruksa, którego leczył w klinice w Dorpacie.
Odznaczony Orderem Trzech Gwiazd III klasy.
Z małżeństwa z Martą Jursons (1918) urodziło się dwóch synów: Leonids (1920) i Ervīns (1923). Rodzina Budulsa utworzyła fundusz stypendialny jego imienia.
W 1993 roku w Rydze odsłonięto pamiątkową tablicę pod adresem Blaumaņa ielā 12a.

## Wybrane prace
- Laulība un cilvēka dzīves mērķis: bioloģisks un ētisks apcerējums. Rīga: Ed. Zirģelis, 1909
- Cilvēka nervi, viņu būve un normālās darbibas. Rīga: RLB, 1910
- Poruku Jānis savas garīgās dzīves krēslainās dienās. Rīga: J. Rozes apgāds, 1911
- Nervu veselības kopšana. Rīga: Ed. Zirģelis, 1912
- К сравнительной расовой психиатрии: диссертация на степень доктора медицины. Юрьев: Э. Бергман, 1914
- Beitrag zur vergleichenden Rassenpsychiatrie[4]. 1915
- Par alkoholismu. Rīga: RPD Žūpības apkarošanas komis, 1923
- Psīchiatrija, vispārīgā daļa. Rīga: Valters un Rapa, 1924
- Poruka dvēseles noskaņas krēslainās dienās. Rīga: J. Rozes apgādībā, 1925
- Psīchiatrija: speciālā daļa. Rīga: Valters un Rapa, 1929
- Nervu veselības kopšanas skolas gados. Rīga: Izdevis A. Gulbis, 1931
- Schutzpockenimpfung und progressive Paralyse. Allgemeine Zeitschrift für Psychiatrie 100, s. 75–84, 1933
- Rases labdzimtība. Jaunākas Ziņas, Nr. 125, s. 4, 1936
- Ueber die Auswirkung der Paralysebehandlung mit Malaria. Allgemeine Zeitschrift für Psychiatrie 104, s. 168–176, 1936
- Latvijas galvas pilsētas Rīgas Sarkankalna slimnīcas vēsture. Rīga: Pilsētas valdes izdevums, 1938
- Veseliga dzīve: cilvēka organisma uzbūve un kopšana. Stockholm: Daugava, 1950
- Cilvēks dzīves spogulī. Stockholm: Daugava, 1954